# Cruise of the Jasper B
Cruise of the Jasper B (Brasil: O Filho do Corsário / Portugal: O Pirata Branco) é um filme de comédia, ação e aventura dos Estados Unidos de 1926 produzido por Cecil B. DeMille e dirigido por James W. Horne. O filme é vagamente baseado no romance de mesmo nome, lançado em 1916 pelo poeta norte-americano Don Marquis, embora a adaptação para o cinema e o romance têm pouco em comum.

## Elenco
- Rod La Rocque
- Mildred Harris
- Snitz Edwards
- Jack Ackroyd
- Otto Lederer[4]
- James T. Mack
- Billy Engle
- Charlie Hall
- Fred Kelsey
- Tiny Sandford